# 大切爾尼亞京
49°47′7″N 27°4′19″E / 49.78528°N 27.07194°E
大切爾尼亞廷（烏克蘭語：Великий Чернятин）是位於烏克蘭西部的村莊，由赫梅利尼茨基州裡赫梅利尼茨基區的舊康斯坦丁尼夫市鎮負責管轄。該村始建於1517年，面積2.34平方公里，海拔高度278米，2001年人口874，人口密度每平方公里372.9人。